# Video World
Video World  – jedna z największych ogólnopolskich sieci wypożyczalni wideo (obok Beverly Hills Video), działająca w Polsce od 1990 do 2021 roku. Pierwszy salon otwarto w Rybniku. Siedziba firmy z zapleczem administracyjnym znajdowała się w Bielsku-Białej, natomiast dział handlowy mieścił się w Sosnowcu. W styczniu 2010 firma posiadała 64 salony na terenie całej Polski.
Sieć miała w ofercie zarówno filmy na nośnikach DVD, jak i Blu-ray. Firma jest członkiem założycielem Stowarzyszenia Polskich Videotek.
Sieć zakończyła swoją działalność w 2021 roku, zamykając trzy ostatnie salony w Polsce (w Gliwicach, Wieluniu i Bielsku-Białej), a firma do której należała sieć ogłosiła swoją upadłość.